# 迪庆香格里拉机场
迪慶香格里拉機場是位於中國雲南省香格里拉市西南部的民用機場，1999年建成通航，原名“迪庆中甸机场”，于2002年8月26日经中国民航总局《关于迪庆中甸机场更名为迪庆香格里拉机场的批复》（民航机函〔2002〕647号），正式批准更名为“迪庆香格里拉机场”。
機場佔地面積2,543畝，飛行區等級為4D，跑道長3,600米，可供波音757及以下機型起降。機坪面積23,400平方米，停機位4個，航站樓面積3,073平方米。距中甸县城僅5公里。

## 航空公司与航点
2023年冬春航季
| 航空公司     | 目的地                                             |
| ------------ | -------------------------------------------------- |
| 中国东方航空 | 成都-天府、广州、昆明、拉萨、上海-虹桥（经停昆明） |
| 重庆航空     | 北京-大兴（经停重庆）、重庆                        |
| 四川航空     | 成都-天府                                          |